# Phùng Giáo
Phùng Giáo là một xã cũ thuộc huyện Ngọc Lặc, tỉnh Thanh Hóa, Việt Nam.
Xã có diện tích 21,65 km², dân số năm 2004 là 3759 người, mật độ dân số đạt 174 người/km².
Theo Nghị quyết số 1686/NQ-UBTVQH15, giải thể huyện Ngọc Lặc và thành lập xã Nguyệt Ấn trên cơ sở sáp nhập toàn bộ diện tích tự nhiên và dân số của 3 xã là Phùng Giáo, Vân Am và Nguyệt Ấn.